# Iglesia Joven
Iglesia Joven fue una organización política chilena revolucionaria de carácter pacífico, formada por sacerdotes y laicos católicos, fundada en 1968 y disuelta en 1970. Su principal acción ocurrió el 11 de agosto de 1968, cuando el grupo se tomó la catedral metropolitana de Santiago para criticar la actitud que la Iglesia católica había tenido hasta ese momento con las clases más desprotegidas, y la instaba a un cambio hacia la humildad y un mayor acercamiento al Evangelio.

## Antecedentes
Los años 1960 fueron una época de ebullición política en todo el mundo occidental, conmoviendo las instituciones políticas, aulas universitarias y también la Iglesia católica, en particular sus representantes en América Latina. Los cambios en la Iglesia católica latinoamericana llegaron con la publicación de las encíclicas Mater et magistra (1961) y Populorum progressio (1967), y la convocatoria del concilio ecuménico Vaticano II (1962-1965).

El decenio latinoamericano que comienza en 1960 está marcado por la crisis económica y los conflictos de tipo civil, se suceden los golpes militares y focos de subversión guerrillera se instalan en las selvas y ciudades del continente. El ascenso de la lucha insurgente se verá fortalecido por el triunfo revolucionario en Cuba (1959), alzando a Fidel Castro Ruz como el líder de las transformaciones radicales de tipo socialista en América Latina. La situación histórica, así caracterizada, provoca un fuerte impacto en los miembros de la Iglesia, un sector de la cual considera que la misma es un obstáculo a las ‘inevitables’ transformaciones sociales.

## Toma de la catedral santiaguina
Entre las 4 y las 17:30 horas del 11 de agosto de 1968, cuando en Chile gobernaba Eduardo Frei Montalva (PDC), un grupo formado por 8 sacerdotes, 3 religiosas y 200 laicos llevó a cabo la «operación Teresita» y se tomó la catedral de Santiago para criticar la actitud que la Iglesia católica había tenido hasta ese momento con las clases más desprotegidas, y la instaba a un cambio hacia la humildad y un mayor acercamiento al Evangelio.
En el frontis del templo desplegaron un lienzo con la consigna «Cristo es igual a la verdad. Por una iglesia junto al pueblo y su lucha. Justicia y amor» mientras que Clotario Blest, uno de los ocupantes, invitó a seguir los ejemplos de Camilo Torres y el Che Guevara. Mediante este acto, los participantes quisieron «llamar la atención de la comunidad nacional sobre sus puntos de vista sobre la Iglesia, sus autoridades y la situación sociopolítica del país». En la catedral «celebraron una misa, pidieron por las víctimas de la guerra de Vietnam, por los obreros de América Latina y por los procesados políticos de Brasil».
Esta acción fue desarrollada por Iglesia Joven y organizada principalmente por jóvenes provenientes de las villas más pobres de la capital chilena: Las Barrancas y las poblaciones João Goulart y Malaquías Concha. La Iglesia Joven tenía como estrategia política el hacer coincidir los fines de la Iglesia católica con los objetivos perseguidos por la izquierda marxista, con la cual compartía el diagnóstico sobre el origen de la pobreza del país.[cita requerida]
El 13 de agosto el cardenal Raúl Silva Henríquez acusó a los ocupantes del templo de profanadores de un lugar sagrado para la comunidad católica y a los sacerdotes involucrados les impuso la sanción, contemplada en el derecho canónico, de suspensión a divinis de ejercer la función sacerdotal de celebrar la misa y los sacramentos.